# Ludvík Lábler
Ludvík Lábler (křtěný Ludvík Jan, 31. května 1855 Brandýs nad Labem – 23. května 1930 Praha-Nové Město), byl architektem, restaurátorem, teoretikem a úředníkem. Byl zastáncem purismu a historismu.

## Život
Pocházel z rodiny tesařského mistra Karla Láblera. Studoval na pražském technickém učení. Ve studiu pokračoval ve Vídni.
V Kutné Hoře působil od roku 1886, kdy se stal c. k. místodržitelským stavebním adjunktem. Roku 1893 získal titul stavebního rady na odboru pro pozemní stavby c. k. místodržitelství v Praze. Poté se stal přednostou stavebního oddělení zemské správy politické v Praze. Větší část svého pracovního života strávil v Kutné Hoře (od r. 1883), kde spolupracoval s Josefem Mockerem (architekt a restaurátor). Až v roce 1902 přesídlil do Prahy.
Zemřel 23. května 1930 v Praze. Pohřben byl na Centrálním hřbitově v Kolíně. Je čestným občanem města Kutná Hora.
Roku 1887 se v Kutné Hoře oženil s Antonií Cyvínovou, měli jediného syna Antonína (* 1893).
Byl členem archeologického sboru Wocel v Kutné Hoře, členem památkové komise a Jednoty pro dostavbu chrámu sv. Víta v Praze a pro dostavbu hradu Karlštejna. Roku 1899 byl jmenován čestným občanem Kutné Hory.

## Realizace

### Vlašský dvůr v Kutné Hoře
Jedná se o bývalý královský palác s mincovnou ze 14. století. Budovu provázelo mnoho přestaveb – v 15. století, 17. století a ta konečná byla provedena na konci 19. století (1893–1899). Došlo ke stržení jednotlivých křídel až do základu a byly vystaveny obdobné. Stejný osud potkal i arkády. Uchráněna zůstala jen nejcennější část severního koutu areálu s věží, kaplí a částí královského paláce, i ty však prošly zásadní úpravou.
Do dnešních dnů je kolem této přestavby množství rozporuplných názorů.
„V činnosti L. Láblera se sice značí snaha po zachování a restaurování středověkých částí objektu, avšak realizaci této snahy omezuje na části, které lze bez násilí vzhledem k jejich stavebnímu stavu restaurovat. Části již zcela defektní nerestauruje, nýbrž zcela odstraňuje. Nahradí je pak objekty nově řešenými bez jakéhokoli kopírování odstraněných částí stavby.“ 
Je třeba poznamenat, že se k této památce se dostal již v žalostném stavu. Chyběly zde schody a padaly stropy.

### Kamenná kašna v Kutné Hoře
Kašna dominuje Rejskovu náměstí. Jedná se o vrcholnou gotiku z konce 15. století. Stavba zajišťovala městu dostatek pitné vody ze svatovojtěšského pramene.
Rekonstrukce byla provedena v letech 1887–1890 podle Láblerova projektu. Při opravě byla vyměněna většina kamene. To opět nezůstalo bez odezvy. Lábler se však obhajuje: „Připomenouti dlužno, že bylo při kamenné kašně pouhé konservování naprosto nemožné, neb kašna provedená z pískovce Kutnohorského, který vlivem povětrnosti zvětral, a tak změkl, že již při pouhém doteknutí rukou se rozpadl a nezbývalo než valnou část úplně vyměniti.“ [1]

### Chrám svaté Barbory
Monumentální chrám horníků byl vystavěn mezi 14. a 16. století. Předposlední úpravy se uskutečnily mezi roky 1884–1906. Poslední opravy rozsáhlejšího charakteru probíhaly před rokem 2014.
V průběhu oprav (1884–1906) zemřel Josef Mocker. Poté získal hlavní slovo Lábler. Realizace jeho plánů se týkala především vnitřní části chrámu. Navrhl opravu kleneb, pilířů, arkád, empor… Zničené sokly byly vyměněny, malby byly očištěny. Lavice zůstaly původní, avšak pro ochranu byly napuštěny fermeží. V chrámu byla položena nová dlažba. Pouze boční lodi byly vydlážděny původními opravenými deskami. Rekonstrukce se dočkaly i varhany. Lábler nechal také navrhnout nový hlavní oltář.
Ohlasy byly převážně kladné. Zde je uveden názor Karla Vorlíčka: „Všechny práce dostavby, jakož i restaurační uvnitř kostela provedeny jsou dokonale, způsobem v každém ohledu správným – dostavba jest imposantní, restaurace vzorná a nelze tu popříti, že provedeno jest dílo záchrany umělecké památky prvního řádu, kteréž jiným za vzor sloužiti může a skutečně také již slouží.“ 

### Kostel sv. Jiljí v Uhlířských Janovicích
Kostelík ze 13. století byl vystavěn v přechodném románsko-gotickém slohu. Původně se jednalo pouze o malou kapli uhlířů, která se časem rozrostla v menší kostel pro místní obyvatelstvo.
„Při požární katastrofě, která dne 14. srpna 1904 stihla město, shořel také starobylý kostelík sv. Jiljí na bývalém hřbitově.“  Na pomoc byl přizván Ing. Lábler, který apeloval na opravu fresek. Díky požáru byly nalezeny zbytky původních částí kostela, které poukazovaly i na existenci věže, k jejímu obnovení již nedošlo. Při opravě byla postavena nová střecha se sanktusovou věžičkou, zhotovenou podle té původní. Dále byl zřízen dřevěný strop, hlavní římsy, doplněn štít a opravena okna. Také původní vchody byly obnoveny. Nakonec byla navržena nová kamenná dlažba lodi. Zde můžeme na počátku 20. století sledovat uvolnění purismu. Je zde zachycena snaha poznat památku jako takovou a už ji násilně nevracet domnělou původní podobu. Lábler zde nechal vyniknout každému období kostela, prolíná se zde románský sloh, gotika i barokní prvky.

## Další projekty
- Kamenný dům v Kutné Hoře
- Kostel Panny Marie na Náměti v Kutné Hoře
- Kostel Nejsvětější Trojice u Kutné Hory
- Chrámu sv. Bartoloměje v Kolíně
- Katedrála svatého Ducha v Hradci Králové
- Kostel Nanebevzetí Panny Marie v Kladně
- Zámek v Jindřichově Hradci
- Zámek Karlova Koruna v Chlumci nad Cidlinou
- Opevnění Nymburk
- Kostel sv. Václava v Petrovicích u Červených Janovic
- Kostel sv. Jiří v Lošanech u Kolína
- Hřbitovní kaple sv. Rosalie v Brandýse nad Labem
- Kostel sv. Jana Křtitele v Dohalicích
- Kaple sv. Floriána v Toušeni